# Office Christmas Party
Office Christmas Party es una película estadounidense de comedia dirigida por Will Speck y Josh Gordon y escrita por Justin Malen y Laura Solon, basada en una historia de Jon Lucas y Scott Moore. El film posee un reparto coral que es integrado por Jason Bateman, Olivia Munn, T. J. Miller, Jillian Bell, Vanessa Bayer, Courtney B. Vance, Rob Corddry, Sam Richardson, Randall Park, Kate McKinnon y Jennifer Aniston y fue estrenado el 9 de diciembre de 2016 por Paramount Pictures.

## Sinopsis
A Clay las cosas no le van bien. Su hermana, Carol Vanstone, CEO (Chief Executive Officer; en español, director ejecutivo) de la compañía, amenaza con cerrar su sucursal, así que Clay, gerente de dicha oficina, decide organizar una fiesta navideña épica para intentar conseguir a un nuevo cliente.

## Reparto
- Jason Bateman como Josh Parker.
- Olivia Munn como Tracey Hughes.
- T. J. Miller como Clay Vanstone.
- Jennifer Aniston como Carol Vanstone.
- Kate McKinnon como Mary Winetoss.
- Jillian Bell como Trina.
- Vanessa Bayer como Allison.
- Courtney B. Vance como Walter Davis.
- Rob Corddry como Jeremy.
- Sam Richardson como Joel.
- Randall Park como Fred.
- Jamie Chung como Meghan.
- Abbey Lee como Savannah.
- Karan Soni como Nate.
- Matt Walsh como Ezra.
- Ben Falcone como Doctor.
- Oliver Cooper como Drew.
- Adrian Martinez como Larry.
- Andrew Leeds como Tim.
- Da'Vine Joy Randolph como Carla.
- Fortune Feimster como Lonny.
- Jimmy Butler como el mismo.

## Producción

### Rodaje
La fotografía principal del film comenzó en marzo de 2016 en Atlanta (Georgia). A principios de abril, el rodaje tuvo lugar en Chicago (Illinois), después la producción se trasladó a Hiram (Georgia), dónde el rodaje tuvo lugar desde el 19 de abril hasta el 1 de junio de 2016.

## Estreno
Office Christmas Party fue estrenado en Estados Unidos el 9 de diciembre de 2016 por Paramount Pictures Paramount (bajo UIP) distribuye la película, exceptuando Europa, Oriente y África, dónde la distribución corrió a cargo de Mister Smith Entertainment junto a otras industrias. Entertainment One estreno el film en Reino Unido.